# Colonia La Cuarta Transformación
Colonia La Cuarta Transformación es una colonia en el Municipio de Tultitlán, Estado de México. Originalmente fue parte del ejido San Francisco Chilpan. En diciembre de 2024, durante la administración de Ana María Castro Fernández, presidenta municipal y militante del partido político Morena, tras la previa aprobación de su antecesora, tres áreas—Fimesa II, Fimesa III, y El Paraje—se fusionaron y la 
se estableció la colonia.
Anteriormente las calles tenían diferentes nombres relacionados con flores. Tras el cambio, fueron rebautizados con el nombre de conceptos y proyectos asociados a Andrés Manuel López Obrador, presidente de México de 2018 a 2024 y fundador y exlíder de Morena. Durante su mandato, López Obrador impulsó la plataforma política conocida como la Cuarta Transformación. Las autoridades municipales decidieron el cambio sin previo aviso ni consulta a los vecinos y cambiaron los códigos postales.
Los residentes expresaron su descontento con el cambio de nombre, ya que requeriría actualizar múltiples documentos. Posteriormente, retiraron los letreros con los nombres de las calles y las autoridades estatales acordaron suspender los cambios de nombre hasta que se realice una consulta pública, acción que el gobierno municipal ha rechazado.

## Historia
Fimesa, también conocida como El Paraje, es parte de un ex-ejido llamado San Francisco Chilpan, el cual perdió su estatus en 1964 y pasó a formar parte del Municipio de Tultitlán, según el gobierno local. Como la mayoría de ejidos, Fimesa se convirtió en una zona comunal irregular donde la gente se asienta en tierras abandonadas. Los ejidos son zonas que a menudo carecen de servicios básicos como pavimentación, drenaje o electricidad. El asentamiento se ubica dentro de la Sierra de Guadalupe en el Estado de México. Debido a su ubicación, las calles son inclinadas y las que no están pavimentadas se llenan de lodo durante la época de lluvias.
Durante años, los residentes han enfrentado conflictos con las autoridades municipales. En abril de 2023, el gobierno entró en Fimesa II y desalojaron a varias familias, demoliendo al menos diez viviendas sin previo aviso y, en algunos casos, con residentes aún dentro de las casas. Algunos informaron haber comprado sus tierras la década previa. En respuesta, vecinos bloquearon la cercana Vía José López Portillo en protesta. El gobierno del Estado de México acordó enviar elementos de la Procuraduría General de Justicia del estado para presentar denuncias penales. El gobierno municipal dijo que estos predios no están en venta y que hay grupos de ejidatarios engañando a los residentes. Para agosto de 2024, había aproximadamente 300 demandas relacionadas con recursos de amparo, asuntos administrativos y casos civiles. Vecinos han comentado que las expropiaciones son para fundar la Escuela Preparatoria Fidel Castro.
Francisco Fuentes, abogado que representa a los vecinos, manifestó que los vecinos de El Paraje ya cuentan con escrituras, mientras que los de Fimesa II y Fimesa III están en proceso de regularización. También explicó que en los decretos municipales anteriores a 2024, las tres zonas aparecían como parte de los territorios oficialmente reconocidos. Fuentes mencionó además que si bien en 1964 se produjo una expropiación del ejido Chilpan, estas zonas no fueron incluidas en la misma, como lo confirma un informe de la Procuraduría General de la República.

## Establecimiento

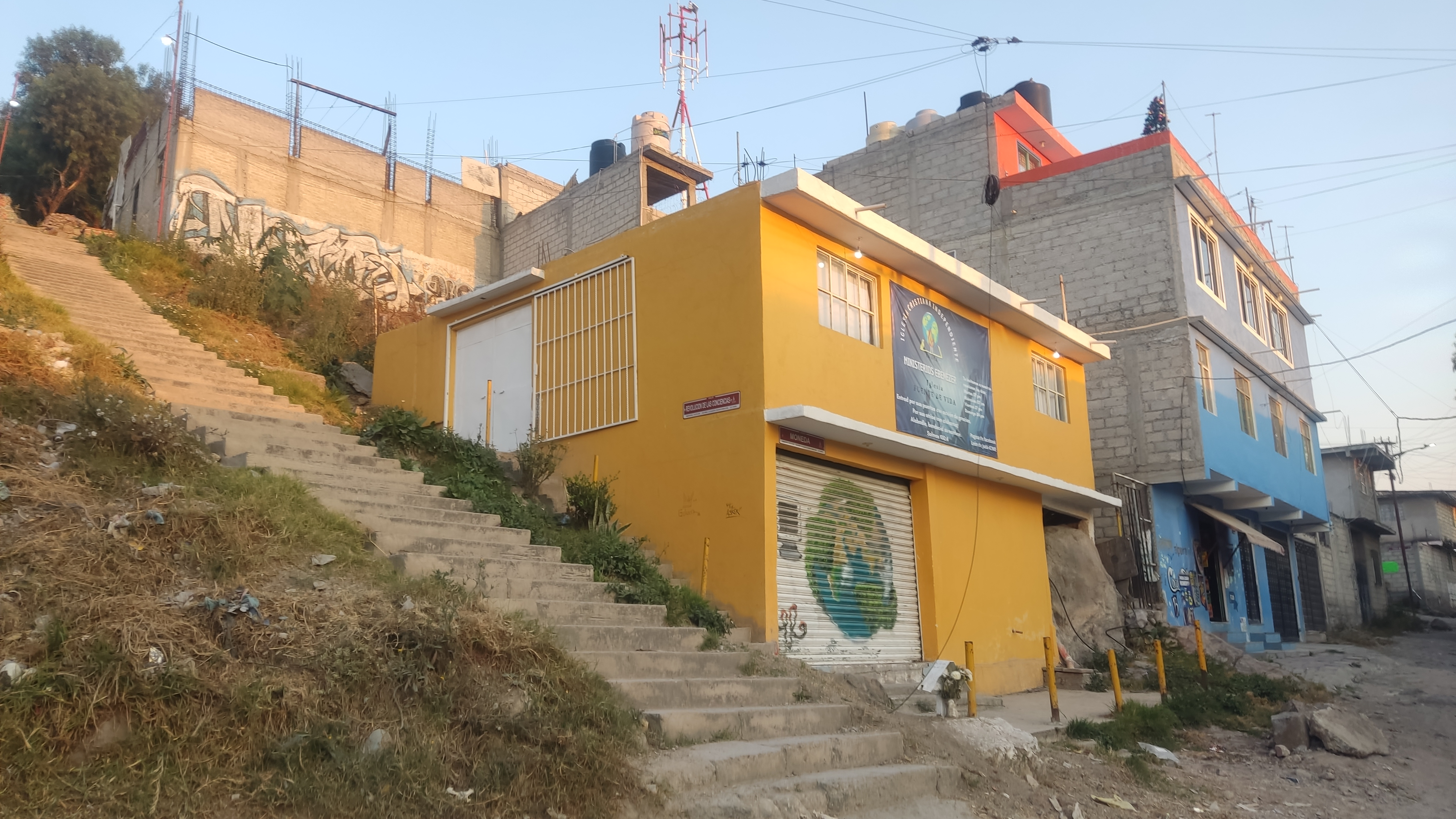
La esquina de Avenida Moneda y Calle Revolución de las Conciencias en diciembre de 2024.

En diciembre de 2024, Ana María Castro Fernández, presidenta municipal de Tultitlán, miembro del partido político Morena, a solicitud de su antecesora saliente, Elena García Martínez, estableció la creación de la colonia de La Cuarta Transformación a partir de la fusión de Fimesa II, Fimesa III, y El Paraje. La Cuarta Transformación fue la plataforma política creada por Andrés Manuel López Obrador, presidente de México de 2018 a 2024. Los nombres de las calles fueron cambiados por nombres de proyectos, conceptos y frases afines a López Obrador. El aviso publicado por el municipio también menciona que a partir de 2025 «los vecinos podrán iniciar los trámites correspondientes para actualizar sus datos domiciliarios. Mientras tanto, podrán seguir utilizando sus datos actuales para cualquier trámite que requieran».

### Calles
El gobierno municipal renombró 45 calles, todas ellas marcadas con placas de nomenclatura color granate, el color del partido Morena:
| Nombre                          | Referencia | Notas                              |
| ------------------------------- | --- | ---------------------------------- |
| Aeropuerto Felipe Ángeles       | Aeropuerto Internacional Felipe Ángeles en el Estado de México                                                              | Anteriormente Fresno               |
| Aeropuerto Tulum                | Aeropuerto Internacional de Tulum en Quintana Roo                                                                           |                                    |
| Áreas Naturales Protegidas      | Áreas naturales protegidas de México                                                                                        |                                    |
| Apoyo a la Cultura              | Apoyo a la cultura de México                                                                                                |                                    |
| Banco del Bienestar             | Banco del Bienestar |                                    |
| Becas Benito Juárez             | Pagos de becas proporcionados por la Secretaría de Bienestar                                                                | Anteriormente Prolongación Pirules |
| Bien Pesca                      | Un programa de pesca, Bienpesca, parte de la Secretaría de Bienestar                                                        |                                    |
| Caminos Artesanales             | Vías públicas construidas por comunidades, parte del Secretaría de Infraestructura, Comunicaciones y Transportes            |                                    |
| Canasta Alimentaria             | Una programa de cesta de mercado, parte de la Secretaría de Bienestar                                                       |                                    |
| Corredor Interoceánico          | Corredor Interoceánico del Istmo de Tehuantepec, ruta de tránsito                                                           |                                    |
| Crédito a la Palabra            | Créditos otorgados a personas físicas registradas en la Secretaría de Bienestar sin requerir trámites adicionales.          |                                    |
| El Insurgente                   | Tren El Insurgente que conecta el Estado de México con la Ciudad de México                                                  |                                    |
| De las Flores                   | | Sin alterar                        |
| Fertilizantes para el Bienestar | Un programa de fertilizantes, parte de la Secretaría de Bienestar                                                           |                                    |
| Guardia Nacional                | La Guardia Nacional de México, antigua gendarmería civil que se fusionó con la Secretaría de la Defensa Nacional            |                                    |
| IMSS Bienestar                  | IMSS-Bienestar, que fue creado tras la disolución del Instituto de Salud para el Bienestar; parte de la Secretaría de Salud |                                    |
| Internet para Todos             | Un programa para aumentar la cobertura de internet, parte de la Secretaría de Bienestar                                     |                                    |
| Jóvenes Construyendo el Futuro  | Un programa de formación laboral                                                                                            |                                    |
| Justicia en Pasta de Conchos    | Pedido de justicia por el desastre minero de Pasta de Conchos                                                               | Anteriormente Cerrada Jacarandas   |
| La Escuela Es Nuestra           | Un programa que permite a las comunidades escolares decidir cómo utilizar sus recursos                                      |                                    |
| Madres Trabajadoras             | Un programa de apoyo a las madres trabajadoras                                                                              |                                    |
| Mejoramiento Urbano             | Un programa de mejora urbana                                                                                                |                                    |
| Mexicana de Aviación            | La marca Mexicana de Aviación que el gobierno adquirió de la extinta marca                                                  |                                    |
| Avenida Moneda                  | | Sin alterar                        |
| Nacional de Reconstrucción      | Subsidios para reconstrucción parcial o total de comunidades afectadas por desastres naturales                              |                                    |
| Parque Lago de Texcoco          | El parque ecológico Lago de Texcoco                                                                                         | Anteriormente Gladiolas            |
| Plan de Justicia Yaqui          | Un llamado a la justicia para el pueblo yaqui                                                                               |                                    |
| Pensión Discapacidad            | Un programa de pensiones para personas con discapacidad de 0 a 29 años                                                      |                                    |
| Pensión Mujeres                 | Un programa de pensiones para mujeres de 60 años o más                                                                      |                                    |
| Pensión para Adultos Mayores    | Un programa de pensiones para personas de 65 años o más                                                                     |                                    |
| Precios de Garantía             | Precios base para los productores agrícolas, parte de la Secretaría de Agricultura y Desarrollo Rural                       |                                    |
| Presa El Cuchillo               | La Presa El Cuchillo en Municipio de China (Nuevo León)                                                                     |                                    |
| Presa Santa María               | La Presa Santa María en El Rosario (Sinaloa)                                                                                |                                    |
| Reforma Judicial                | La reforma judicial mexicana de 2024                                                                                        |                                    |
| Reforma Laboral                 | La reforma laboral de 2019                                                                                                  |                                    |
| Refinería Olmeca                | The Refinería Olmeca in Paraíso (Tabasco)                                                                                   |                                    |
| Revolución de las Conciencias   | Frase de López Obrador | Anteriormente Copal                |
| Salario Mínimo                  | López Obrador aumentó significativamente el salario mínimo                                                                  |                                    |
| Sembrando Vida                  | Un programa de reforestación                                                                                                |                                    |
| Soberanía Energética            | Llamado de López Obrador para que México sea autosuficiente en su suministro energético                                     | Anteriormente Pirules              |
| Súper Farmacia                  | Una mega farmacia que almacena medicamentos en Huehuetoca, Estado de México                                                 |                                    |
| Tandas para el Bienestar        | Una tanda es un club de préstamos informales; parte de la Secretaría de Bienestar                                           | Anteriormente Rosal                |
| Tianguis para el Bienestar      | Distribución de tejidos y enseres domésticos confiscados, parte de laSecretaría de Bienestar                                | Anteriormente Orquídeas            |
| Tren Maya                       | El Tren Maya en la Península de Yucatán                                                                                     |                                    |
| Tren Suburbano                  | La ampliación del Tren Suburbano que conecta el Aeropuerto Internacional Felipe Ángeles con la Ciudad de México             |                                    |
| Turismo Comunitario             | Un programa comunitario apoyado por la Secretaría de Turismo                                                                |                                    |
| Zonas Arqueológicas             | Arqueología de México |                                    |

Dos calles, Calle de las Flores y Avenida Moneda, oficializaron sus nombres previos. Los vecinos fotografiaron y denunciaron que habían sido rebautizadas como «Acúsalos con su mamá» (una frase dicha por López Obrador en referencia a acusar a los criminales con sus familias) y «Me canso, ganso» (una rima que significa «no me rindo», la cuál López Obrador utilizó durante su toma de posesión como presidente). El gobierno municipal desmintió esos nombres. Eslie Ellian Reyes Barrera, Asesora Jurídica del Ayuntamiento de Tultitlán, explicó que al ser una zona irregular, los nombres y códigos postales anteriores no eran oficiales.

### Reacciones y solicitud de consulta
La presidenta municipal, Ana María Castro Fernández, dijo que con el cambio «se da identidad jurídica a los vecinos», y agregó que «sería más vergonzoso vivir en una calle con el nombre de Gustavo Díaz Ordaz, asesino del movimiento estudiantil de 1968», en referencia a la masacre de Tlatelolco. Elena García Martínez, entrevistada por Leonardo Curzio de Radio Fórmula, dijo que el cambio de nombre tuvo como objetivo ayudar a los vecinos a regularizar sus propiedades y que la selección de los nombres la realizó la Secretaría de Desarrollo Urbano del estado. Agregó que no considera el cambio de nombre como un problema, ya que el municipio tiene la facultad de tomar ese tipo de decisiones, y que si la mayoría de los habitantes estuvieran inconformes, Morena no hubiera sido la opción más votada en esa zona.
Claudia Sheinbaum, sucesora de López Obrador, comentó que fue una decisión municipal. Los vecinos manifestaron su descontento por no haber sido consultados y tener que actualizar su residencia en múltiples documentos. Otros comentaron que sus hijos podrían sufrir acoso escolar por vivir en un barrio con nombres políticamente cargados. El Instituto Nacional Electoral informó que el cambio de domicilio en la credencial para votar no podrá tramitarse hasta octubre de 2025 debido a razones de mapeo antes de las elecciones de jueces de 2025, lo que afecta aproximadamente a 8200 votantes registrados.
El 8 de enero de 2025, los vecinos retiraron los letreros de las calles, afirmando que no fueron consultados sobre los cambios de nombre. Solo quedaron en su lugar los carteles de las calles Moneda y De las Flores. Además, dijeron que cuando fueron a pagar servicios como agua e impuestos prediales, les pidieron cambiar sus direcciones para continuar. Agentes de policía intentaron detener los retiros de letreros utilizando gas lacrimógeno. Posteriormente, los vecinos bloquearon la Vía José López Portillo y amenazaron con cerrar la Carretera Federal 57. Luego de una discusión entre vecinos y autoridades estatales, se llegó al consenso de suspender temporalmente el cambio de nomenclatura, aceptar el pago de impuestos sin requerir cambio de domicilio y someter a consulta popular si el cambio de nombre debía proceder. Sin embargo, días después, Castro Fernández rechazó validar cualquier consulta. El gobierno municipal también notificó que presentará cargos por los posibles crímenes de daños a la propiedad, invasión y agresión, esto último por el enfrentamiento con oficiales de policía el 8 de enero.
El 20 de enero de 2025, un juez otorgó un amparo para detener temporalmente el cambio de nomenclatura. Al día siguiente, vecinos protestaron fuera del palacio de gobierno estatal, en Toluca.
López Obrador había comentado previamente, incluyendo cuando se erigió una estatua en su honor, que no quería calles, barrios, estatuas o monumentos para honrar su legado ya que ya no era tiempo de cultos a la personalidad.